# Gorcsev Iván
Gorcsev Iván Rejtő Jenő A tizennégy karátos autó és a Vanek úr Párizsban című regényeinek főszereplője. Huszonegy éves korában elnyerte a fizikai Nobel-díjat a makaó nevű kártyajátékon. Saját magát és családját illetően habozás nélkül állít különböző valótlanságokat.

## Családja
Családjáról különböző valótlanságokat állít, például hogy apja a Naszja Gorodin-beli báró Gorcsev cári kamarás testvéröccse, aki jókedvében tízezer rubelt ajándékozott a cári balettnek. Nagybátyja állítólag a Jusztveszti Versztkov kormányzóság katonai parancsnokaként védte Ogyesszát a fellázadt hadiflotta ellen. Gorcsev gárdafőhadnagynak és Cservonec hercegnek nevezi magát, de a valóság az, hogy apja nem volt nemesi származású, hanem édességeket árult Párizs utcáin. Felesége Anette Laboux, Gustave Laboux meghatalmazott miniszter lánya; fia ifjabb Gorcsev Iván.

## Élete
Tizenhat éves korában segédoktatóként vívást tanított egy sportiskolában, tizenhét évesen matróz lett. Volt tenisztréner és zongorista is, illetve harmonikás Port Szaídban, a Vitorla Bob nevű kocsmában. Állítása szerint remekül vezet autót, de a képrejtvényeknek nevezett közlekedési táblákat nem ismeri. Elbocsátották a Rangoon teherhajóról, mert megverte a kormányost, Sanghajban egyszer tizenkét taxisofőrt inzultált egyszerre. Tokióban börtönbe zárták orvhalászat miatt, a görög kikötőkből kitiltották késelésért. Noha azt mesélte, hogy női szabóságot tanult, de egy kosztüm elszabása miatt kidobták, ez nem felel meg a valóságnak. Privát Elek, a hallgatag Drugics és Rézláb védnöksége alatt kitanulta a hajószakács mesterséget. Párbajban levágta báró Lingeström fülét és rendszeresen különböző bútordarabok alatt helyezte el az André nevű lakájt. Apósa felhívására belépett a Francia Idegenlégióba, de ténylegesen titkára, Vanek úr szolgált helyette. Értékes szolgálatokat tett Franciaországnak azzal, hogy többször visszaszerezte a rablóktól a tizennégykarátos aranyból készült Alfa Romeót és eljuttatta rendeltetési helyére, ezért becsületrenddel tüntették ki.

## Érdekességek
- A 2010-es évek vége óta közterület viseli Gorcsev Iván nevét Gyál ipari övezetében.[1]